# منطقه حفاظت‌شده شیمبار و حوزه دریاچه سد کارون
منطقهٔ حفاظت‌شدهٔ شیمبار و حوزهٔ دریاچهٔ سد کارون یک منطقهٔ حفاظت‌شده با مساحت ۵۴۰۲۱ هکتار است که در استان خوزستان در ایران قرار دارد. این منطقهٔ حفاظت‌شده طبق مصوبهٔ شمارهٔ ۶۶۲ در تاریخ ۱۳۷۸/۱۰/۱۵ در فهرست مناطق تحت حفاظت سازمان محیط زیست ایران قرار گرفت.